# Corsano
Corsano är en ort och kommun i provinsen Lecce i regionen Apulien i Italien. Kommunen hade 5 432 invånare (2017).